# Бесплатная столовая

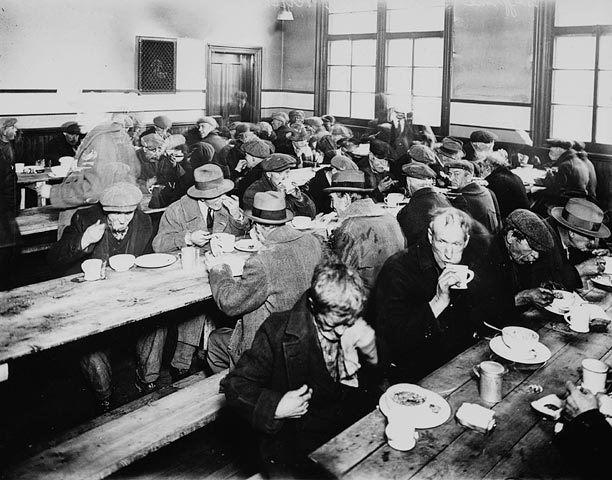
Бесплатная столовая в городе Монреаль, Канада, 1931 год

Беспла́тная столо́вая (англ. Soup kitchen — суповая кухня, англ. Meal center — центр питания, англ. Bread line — хлебная линия) — столовая, где предлагают еду голодным бесплатно или по очень низкой цене. Находится, как правило, в малообеспеченных районах, часто там работают добровольцы из различных благотворительных организаций, группы лиц, представляющих местную церковь или определённую общину. Бесплатные столовые иногда получают пищу от пищевого банка бесплатно или по низкой цене, поскольку они считаются благотворительными, что облегчает им задачу накормить многих людей, которые посещают такие заведения.

## История

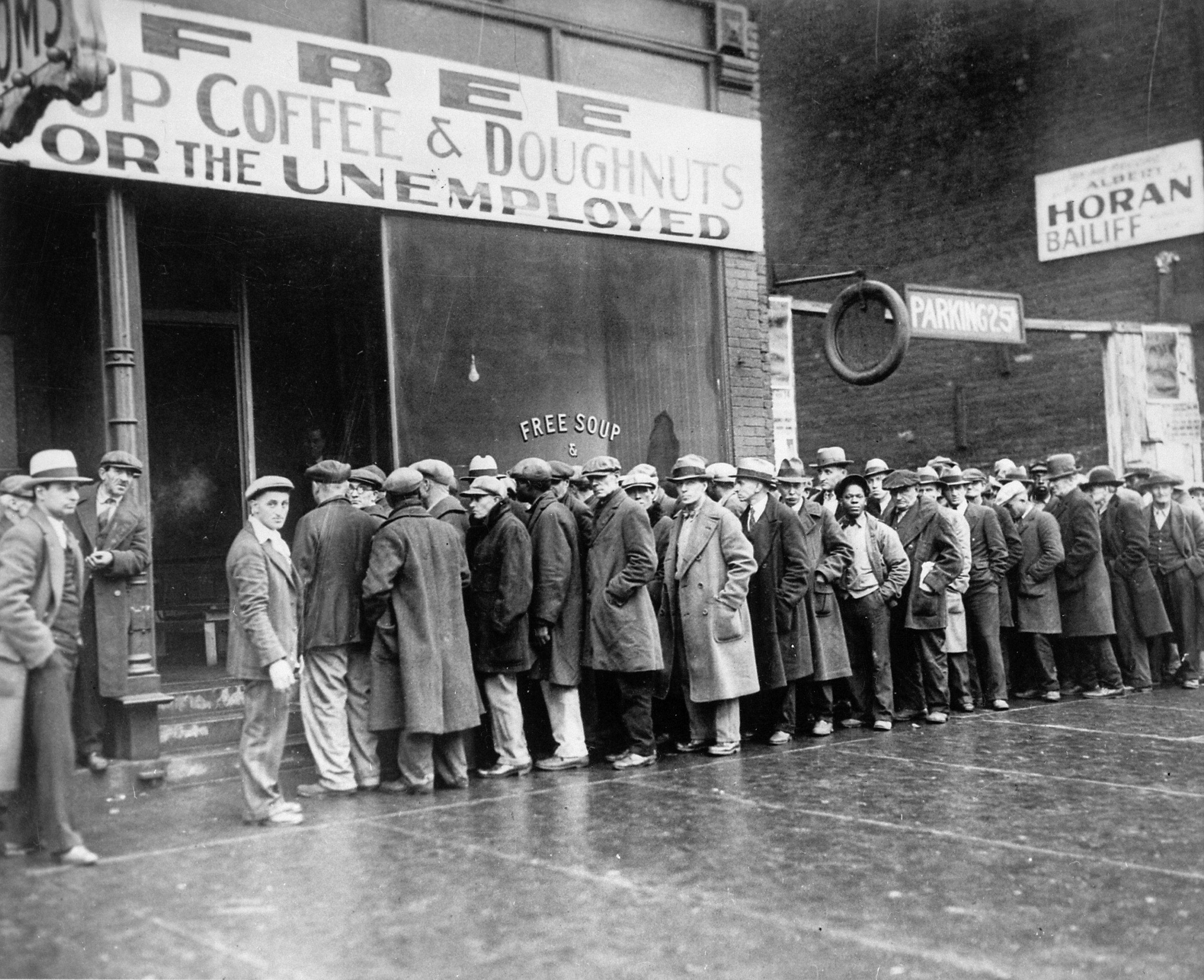
Безработные мужчины у бесплатной столовой, открытой Аль Капоне в эпоху депрессии. Чикаго, 1931

Считается, что термин «breadline» (в дословном переводе: хлебная линия), что означало «очередь безработных», вошёл в популярный лексикон ещё в 1880 году. Именно в те годы пекарнями «Fleischmann Model Viennese Bakery» в Гринвич-Виллидж в Нью-Йорке был поднят вопрос распределения непроданных хлебобулочных изделий среди бедняков в конце рабочего дня.
Концепция бесплатных столовых стала общераспространённой в США во время Великой депрессии. Одна столовая в Чикаго даже поддерживалась известным американским гангстером Аль Капоне. Таким образом он хотел улучшить свой негативный имидж. Изобретатель Бенджамин Томпсон, современник отцов-основателей США, как утверждают, впервые предложил идею таких заведений.
Детальное исследование 1985 года показало, что 95 % бездомных мужчин, которых обслужили в суповой кухне, имели признаки недостатка витаминов. Это показало необходимость обращать особое внимание на меню выбора ингредиентов, содержащих соответствующие витамины, особенно витамин С и витамины группы B.
На сегодня в действующих столовых предлагается более сбалансированное питание, содержащее все необходимые нутриенты (белки, жиры и углеводы) и дневную норму витаминов и микроэлементов.